# محافظة طبرجل
محافظة طبرجل هي إحدى محافظات منطقة الجوف شمال السعودية، وعاصمتها الإدارية مدينة طبرجل.

## الاقتصاد والنشاط السكاني
- بلغ عدد سكان محافظة طبرجل (109,796) نسمة حسب تعداد السعودية 2022.[3]
- بلغ عدد سكان المحافظة وفقاً لإحصاء سنة 2010 أكثر من 71 ألف نسمة حسب الإحصاءات الرسمية .[4] تشتهر المحافظة بالزراعة لوفرة المياه وخصوبة التربة، ويتمثل النشاط السكاني في الزراعة والتجارة والأعمال الحكومية.

## المراكز التابعة
يتبع للمحافظة إضافة إلى طبرجل، كل من:
- مركز ميقوع
- مركز النبك أبو قصر
- مركز بسيطاء
- مركز ثنية أم نخيلة
- مركز الثنية
- مركز صبيحا
- مركز فياض طبرجل

## التضاريس المناطق الطبيعية
- مشروع مزارع بسيطاء.
- محمية الحرة.
- محمية الطبيق.
- حضوضا.

## وصلات خارجية
- منتديات طبرجل